# Killbit
Killbit (Kill-Bit, ActiveX Killbits)
— технология корпорации Microsoft для защиты от небезопасных элементов управления ActiveX.
Она разрабатывалась для интеграции c веб-браузерами на основе движка Microsoft Trident (в первую очередь Internet Explorer), но так же используется в других ActiveX-контейнерах, поддерживающих данную технологию (например, продукты пакета Microsoft Office).
Killbit сообщает ActiveX-контейнеру никогда не использовать конкретные части включаемых компонентов, которые идентифицируются по их CLSID.
Среди этих компонентов могут быть не только продукты Microsoft, но и сторонних разработчиков.
Как уже говорилось выше у killbit основное предназначение в том, чтобы закрыть уязвимости в ПО.
Если производитель обнаруживает её в определённой версии своего ActiveX-компонента, то он может уведомить Microsoft установить для него соответствующий killbit.
Далее Windows пользователей узнаёт об этих флагах через Windows Update (данное обновление обычно так и называется: «Обновление системы безопасности для ActiveX Killbits»).
Если производитель хочет выпустить новую версию своего продукта с устранённой уязвимостью, то он использует для него другой CLSID.
Физически каждый killbit представляет собой ветку в системном реестре Windows с CLSID в имени и значением обозначающим что данный компонент небезопасен.
Если ActiveX-контейнер находит данную отметку, то он блокирует запуск соответствующего ActiveX-компонента.